# Soko (Côte d'Ivoire)
Pour les articles homonymes, voir Soko.
Soko est un village située au nord-est de la Côte d'Ivoire et appartenant au département de Bondoukou dans la région du Gontougo. Une localité est connue pour abriter des singes dits sacrés dans ses forêts avoisinantes. Le village est proche de la frontière ghanéenne.